# Болль, Франц (физиолог)
Франц Кристиан Болл (нем. Franz Christian Boll; 26 февраля 1849, Нойбранденбург — 19 декабря 1879, Рим) — немецкий врач и физиолог. В 1876 году он указал на важность родопсина (зрительного пурпура) в глазах.

## Биография
Родился 26 февраля 1849 года четвёртым из шести детей и стал единственным выжившим сыном пастора и историка Франца Болля в Нойбранденбурге. Первоначально его учил сам отец, он получил прекрасное образование, а затем поступил в среднюю школу Нойбранденбурга, где на Пасху 1866 года получил аттестат зрелости. С 1866 года изучал медицину в университетах Бонна, Гейдельберга и Берлина. Еще будучи студентом Макса Шульца в Бонне, он опубликовал несколько гистологических статей. В 1869 году он получил докторскую степень в Берлине. В следующем году он сдал государственный экзамен и получил должность ассистента в физиологическом институте Эмиля Генриха Дюбуа-Реймона.
По состоянию здоровья он пытался найти работу в Италии. После неудачной попытки получить должность профессора в Генуе, он неожиданно получил кафедру анатомии и сравнительной физиологии в Риме в 1873 году. Там он публиковался на немецком и итальянском языках. Открытие им зрительного пурпура, обнаруженное Августом Кроном у головоногих моллюсков в 1842 году, и признание его значения в 1876/1877 году легли в основу дальнейших исследований. С его именем связаны клетки Болла, также известные как клетки Болла, которые представляют собой корзинчатые клетки слёзной железы.
С 18 марта 1879 года он был женат на Маргарете Траубе (1856–1912), дочери берлинского врача Людвига Траубе. Недолгий брак остался бездетным. Его вдова в 1885 году вышла замуж за профессора Гульельмо Менгарини.
Со смертью Болла 19 декабря 1879 года мужская линия его семейной ветви, которая в трёх последовательных поколениях произвела на свет выдающихся учёных, пресеклась.